# Вілар-ле-Теруар
Вілар-ле-Теруар (фр. Villars-le-Terroir) — громада  в Швейцарії в кантоні Во, округ Гро-де-Во.

## Географія
Громада розташована на відстані близько 70 км на південний захід від Берна, 14 км на північ від Лозанни.
Вілар-ле-Теруар має площу 7,1 км², з яких на 8,8% дозволяється будівництво (житлове та будівництво доріг), 76,6% використовуються в сільськогосподарських цілях, 14,6% зайнято лісами, 0% не є продуктивними (річки, льодовики або гори).

## Демографія
2019 року в громаді мешкало 1227 осіб (+56,5% порівняно з 2010 роком), іноземців було 11,9%. Густота населення становила 173 осіб/км².
За віковим діапазоном населення розподілялося таким чином: 25,3% — особи молодші 20 років, 61,2% — особи у віці 20—64 років, 13,4% — особи у віці 65 років та старші. Було 479 помешкань (у середньому 2,6 особи в помешканні).
Із загальної кількості 177 працюючих 50 було зайнятих в первинному секторі, 29 — в обробній промисловості, 98 — в галузі послуг.